# Bossay-sur-Claise
Bossay-sur-Claise is een gemeente in het Franse departement Indre-et-Loire (regio Centre-Val de Loire) en telt 818 inwoners (2006). De plaats maakt deel uit van het arrondissement Loches.

## Geografie
De oppervlakte van Bossay-sur-Claise bedraagt 66,7 km², de bevolkingsdichtheid is 11,8 inwoners per km².
De onderstaande kaart toont de ligging van Bossay-sur-Claise met de belangrijkste infrastructuur en aangrenzende gemeenten.

## Demografie
Onderstaande figuur toont het verloop van het inwonertal (bron: INSEE-tellingen).

## Geboren
- Émile Georget (1881-1960), wielrenner